# انریکه اوربیسو
انریکه اوربیسو (اسپانیایی: Enrique Urbizu‎) کارگردان فیلم، کارگردان تلویزیونی و فیلم‌نامه‌نویس اهل اسپانیا است.
از فیلم‌های او می‌توان به نابکاران آسوده نخواهند ماند اشاره کرد.